# 부산 중구의회
부산 중구의회는 부산광역시 중구 지역을 관할하는 기초의회이다.